# Ратови Риде
Ратови Риде (арап. حروب الردة), такође познати и као Ратови апостазе је назив за низ војних похода које је 632. и 633. вођа арапских муслимана, калиф Ебу Бекр подузео против арапских племена која су се побунила против његовог калифата непосредно након смрти пророка Мухамеда. Традиционални муслимански историчари те сукобе сматрају верскима, односно као мотив побуне наводе апостазу арапских племена и одбацивање тек прихваћеног ислама; савремени и не-муслимански историчари, ипак, сматрају да су мотиви побуне били политички, односно одбијање ауторитета новоуспостављене арапске исламске државе. У сваком случају, муслимани су под Ебу Бекром у року од само неколико месеци успели да угуше устанке, а до 633. И да наметну власт на подручјима данашњег Бахреина, Омана и Јемена, односно на целом Арабијском полуострву. Тако консолидована исламска држава је могла већ за неколико година да крене у спектакуларне походе против суседних не-муслиманских велесила - Византијског и Персијског царства.